# Корнеліус Вармердам
Корнеліус Вармердам (англ. Cornelius "Dutch" Warmerdam; 22 червня 1915
, Лонг-Біч, Каліфорнія — 13 листопада 2001, Фресно, Каліфорнія) — американський легкоатлет, рекордсмен світу в стрибках з жердиною з 1940 по 1957 рік.

## Ранні роки
Вармердам народився в сім'ї голландських мігрантів. Через своє походження, друзі, а незабаром і ЗМІ дали йому прізвисько — «Голландець». У 12 років він вирив яму перед своїм будинком і разом із братами почав стрибати з жердиною з персикового дерева. Незабаром його помітив місцевий тренер із середньої школи Ханфорда, яку він закінчив у 1932 році.
Після закінчення школи жоден з коледжів не запропонував йому спортивну стипендію, тож він почав працювати на фермі свого батька, збираючи в саду персики та абрикоси впродовж наступних півтора року, перш ніж продавець спортивних товарів побачив, як Корнеліус здійснює стрибки, та не повідомив тренера університету Фресно — Флінту Ганнера, де навесні 1934 Вармердам почав стрибати.

## Спортивна кар'єра
Виконуючи стрибки з бамбуковою жердиною, Вармердам став першим, хто зміг стрибнути вище 4,50 метрів, зі стрибком на 4,57 метра. Однак результат не був зарахований як світовий рекорд, але кількома місяцями раніше, 29 червня 1940 року, стрибок на 4,60 метрів уже був ратифікований. За свою кар'єру, він стрибнув вище за 4,5 метра 43 рази, тоді як жоден інший стрибун світу не зміг підкорити цю висоту хоча б один раз. За чотири роки він офіційно встановив три світові рекорди, найкращим результатом став стрибок на 4,77 метра, виконаний на турнірі Modesto Relays в 1942 році. Рекорд протримався до 1957 року і був побитий Робертом Гутовські вже з алюмінієвою жердиною. Учасник восьми чемпіонатів США з легкої атлетики, з них 6 разів ставав чемпіоном (1938, 1940—1944). У 1942 році отримав приз Джеймса Саллівана, але через Другу світову війну не зміг взяти участь в Олімпійських іграх. Ігри 1940 і 1944 років були скасовані, а в 1948 році він уже став тренером.

## Друга світова війна
Вармердам, як і багато американських спортсменів, був зарахований до збройних сил США; його направили на військово-морську службу на початку 1943 року, надавши звання лейтенанта. Спочатку його призначили офіцером фізичної підготовки, і його попросили продовжувати стрибати з жердиною, оскільки це могло привабити потенційних новобранців.
Однак, до 1944 року його призначили офіцером пожежної та наглядової служби на ескортному авіаносці Матанікау. До літа 1945 Матанікау відправили на допомогу в боях з Японією. Коли вони майже дійшли до Маршаллових Островів, їм повідомили, що президент Гаррі Трумен наказав скинути на японські міста Хіросіма та Нагасакі атомні бомби, після чого Японія оголосила про свою капітуляцію.

## Кар'єра після війни
Після війни відбулася зміна бамбукової жердини на алюмінієву, яку незабаром було замінено на фібергласову. Вармердам офіційно завершив спортивну кар'єру в 1946 році. Він уже завів сім'ю і щоб утримувати її, в 1947 році почав тренувати в коледжі Фресно. Згідно з олімпійськими правилами того часу, спортсмени не могли брати участь в іграх, якщо вони заробляли гроші завдяки своєму виду спорту, тому він не зміг брати участь у майбутніх Олімпійських іграх і продовжив тренувати.
Зрештою, він іноді брав участь в аматорських змаганнях. 1975 року став переможцем чемпіонату США в десятиборстві серед спортсменів віком 60 років і старше.
До виходу на пенсію в 1980 році, працював тренером з легкої атлетики в університеті Фресно (пізніше перейменований в Університет штату Каліфорнія у Фресно). Збірна університету під його керівництвом виграла другий чемпіонат NCAA з легкої атлетики серед чоловіків. Університет назвав новий стадіон Вармердам Філд на його честь, а також надав звання професора фізичного виховання.
Є членом кількох залів слави, у тому числі: Зали слави легкої атлетики США, Зали слави Millrose Games та Зали слави IAAF.

## Особисте життя
29 серпня 1940 року Вармердам одружився з Хуанітою Андерсон. Разом вони прожили понад 60 років, до його смерті у 2001 році, після боротьби з Хворобою Альцгеймера, яку виявили в 1990. Хуаніта продовжила жити у Фресно, де померла 14 лютого 2006 року. У них залишилося Було п'ять дітей (Марк, Грег, Глорія, Девід та Баррі), двадцять онуків та п'ять правнуків.

## Результати

### Рекорди
| Результат | Місто    | Дата           |
| --------- | -------- | -------------- |
| 4,57 м    | Берклі   | 13 квітня 1940 |
| 4,60 м    | Фресно   | 29 червня 1940 |
| 4,64 м    | Станфорд | 12 квітня 1941 |
| 4,68 м    | Комптон  | 6 червня 1941  |
| 4,72 м    | Комптон  | 6 червня 1941  |
| 4,74 м    | Берклі   | 2 травня 1942  |
| 4,77 м    | Модесто  | 23 травня 1942 |

| Результат | Місто    | Дата            |
| --------- | -------- | --------------- |
| 4,42 м    | Бостон   | 11 лютого 1939  |
| 4,48 м    | Нью-Йорк | 7 лютого 1942   |
| 4,58 м    | Нью-Йорк | 7 лютого 1942   |
| 4,62 м    | Бостон   | 14 лютого 1942  |
| 4,75 м    | Бостон   | 14 лютого 1942  |
| 4,79 м    | Чикаго   | 20 березня 1943 |

| Результат | Місто    | Дата            |
| --------- | -------- | --------------- |
| 4,42 м    | Бостон   | 11 лютого 1939  |
| 4,48 м    | Нью-Йорк | 7 лютого 1942   |
| 4,58 м    | Нью-Йорк | 7 лютого 1942   |
| 4,62 м    | Бостон   | 14 лютого 1942  |
| 4,75 м    | Бостон   | 14 лютого 1942  |
| 4,79 м    | Чикаго   | 20 березня 1943 |